# كل أبدوغي (نرغسان)
کل أبدوغي (بالفارسية: کل ابدوغی) هي قرية تقع في إيران في قسم نرغسان الریفي.